# WrestleMania 32
WrestleMania 32 var den 32. udgave af pay-per-view-showet WrestleMania produceret af verdens førende wrestlingorganisation, WWE. Det fandt sted d. 3. april 2016 fra AT&T Stadium i Arlington, Texas foran 76.976 tilskuere. 
Showets hovedattraktion var en VM-titelkamp mellem den regerende verdensmester Triple H og Roman Reigns. Derudover mødtes The Undertaker og Shane McMahon, samt Brock Lesnar og Dean Ambrose.

## Resultater
- WWE Intercontinental Championship; Zack Ryder besejrede Kevin Owens Dolph Ziggler, Sami Zayn, Sin Cara, Stardust og The Miz i en ladder match
- Chris Jericho besejrede AJ Styles
- League of Nations (Sheamus, Alberto Del Rio og Rusev) besejrede The New Day (Kofi Kingston, Big E og Xavier Woods)
- Brock Lesnar besejrede Dean Ambrose
- WWE Women's Championship: Charlotte besejrede Becky Lynch og Sasha Banks i en triple threat match
- The Undertaker besejrede Shane McMahon i en hell in a cell match
- Baron Corbin vandt Andre the Giant memorial battle royal
- The Rock besejrede Erick Rowan på seks sekunder
- WWE World Heavyweight Championship: Roman Reigns besejrede Triple H